# Phalacrocorax lucidus
El cormorán cuelliblanco (Phalacrocorax lucidus) es una especie de ave suliforme de la familia Phalacrocoracidae.
La especie muy parecida al cormorán grande (Phalacrocorax carbo) extendido, sin embargo no una variante regional de la misma especie, aunque por lo menos están estrechamente relacionados. Se distingue de otras formas de cormorán grande por su pecho blanco y por el hecho de que las subpoblaciones son aves de agua dulce. Phalacrocorax lucidus no debe ser confundido con el cormorán carinegro (Phalacrocorax fuscescens) endémico del sur de Australia, más pequeño y diferente, y que también es llamado a veces como cormorán pechiblanco.

## Descripción y taxonomía
La especie es un miembro de la familia de los cormoranes. Su estatus taxonómico ha sido objeto de debate desde hace algunas décadas, y varias preguntas no han sido resueltas definitivamente. Ocasionalmente, Phalacrocorax lucidus es tratado como una subespecie del cormorán grande, Phalacrocorax carbo lucidus, pero algunas autoridades (por ejemplo,Sibley y Monroe, 1990, o Sinclair, Hockey y Tarboton, 2002) conservan su tratamiento original como una especie alopátrica en el grupo superespecífico P. carbo, en cuyo caso se conoce como Phalacrocorax lucidus. Una variante de cuello negro fue originalmente clasificado como Phalacrocorax patricki o Phalacrocorax carbo patricki, y es ahora considerado como sinónimo de Phalacrocorax lucidus.
Como su nombre lo indica, el cormorán cuelliblanco (que llega a medir 80-100 cm) tiene un cuello y pecho blancos cuando adulto, y la parte blanca tiende a aumentar a medida que madura el ave. Por lo demás, debido a su tamaño se asemeja al cormorán grande.

## Distribución

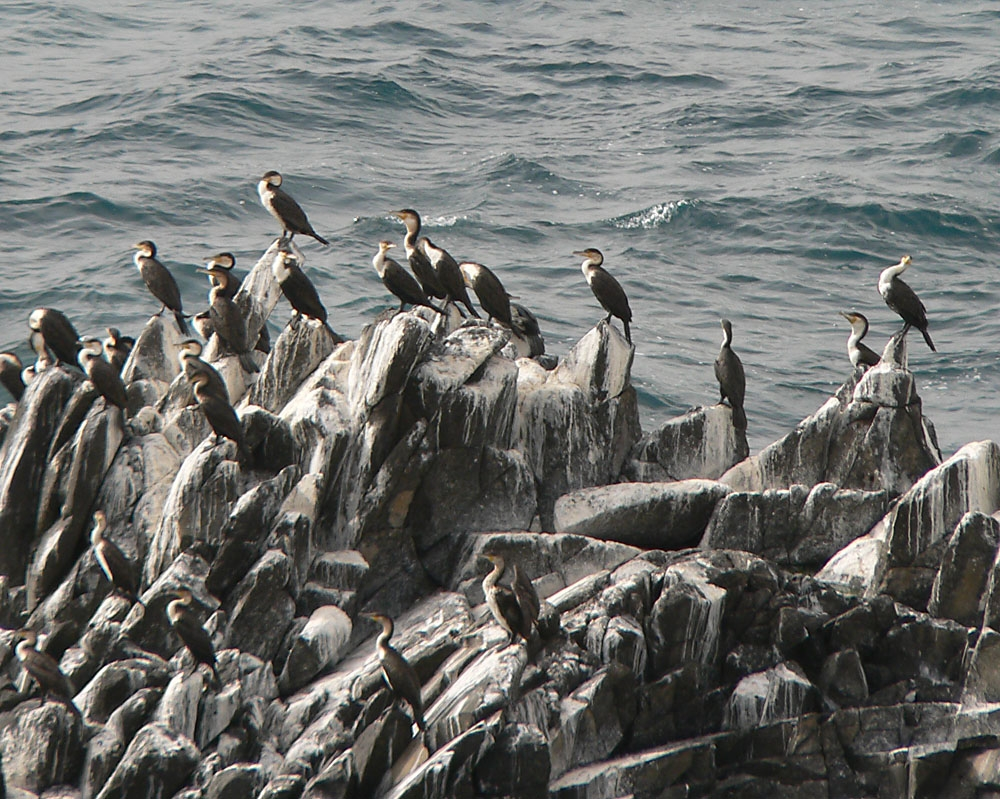
En la costa de Senegal.

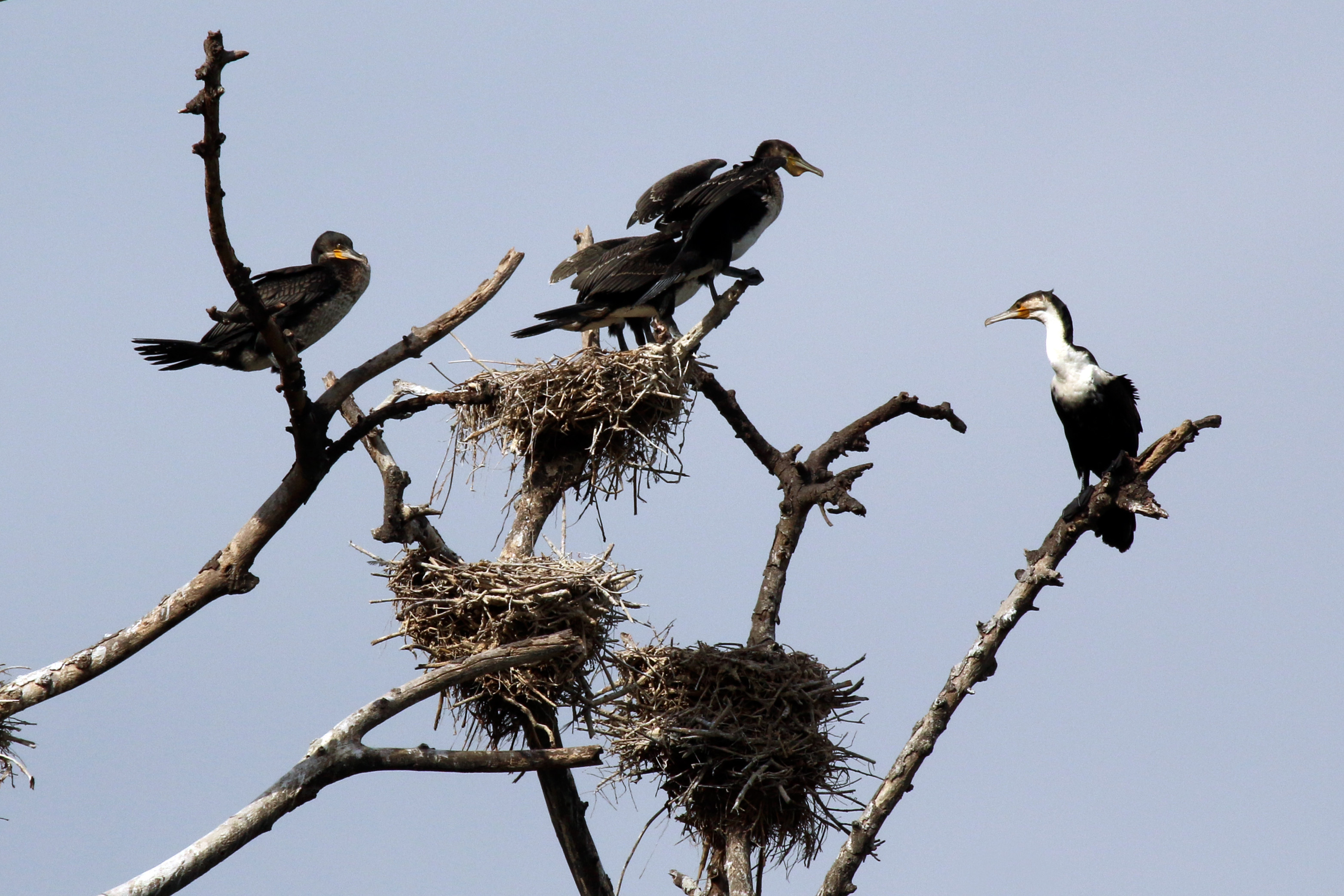
Anidando en el Parque del Humedal de iSimangaliso, KwaZulu-Natal (Sudáfrica).

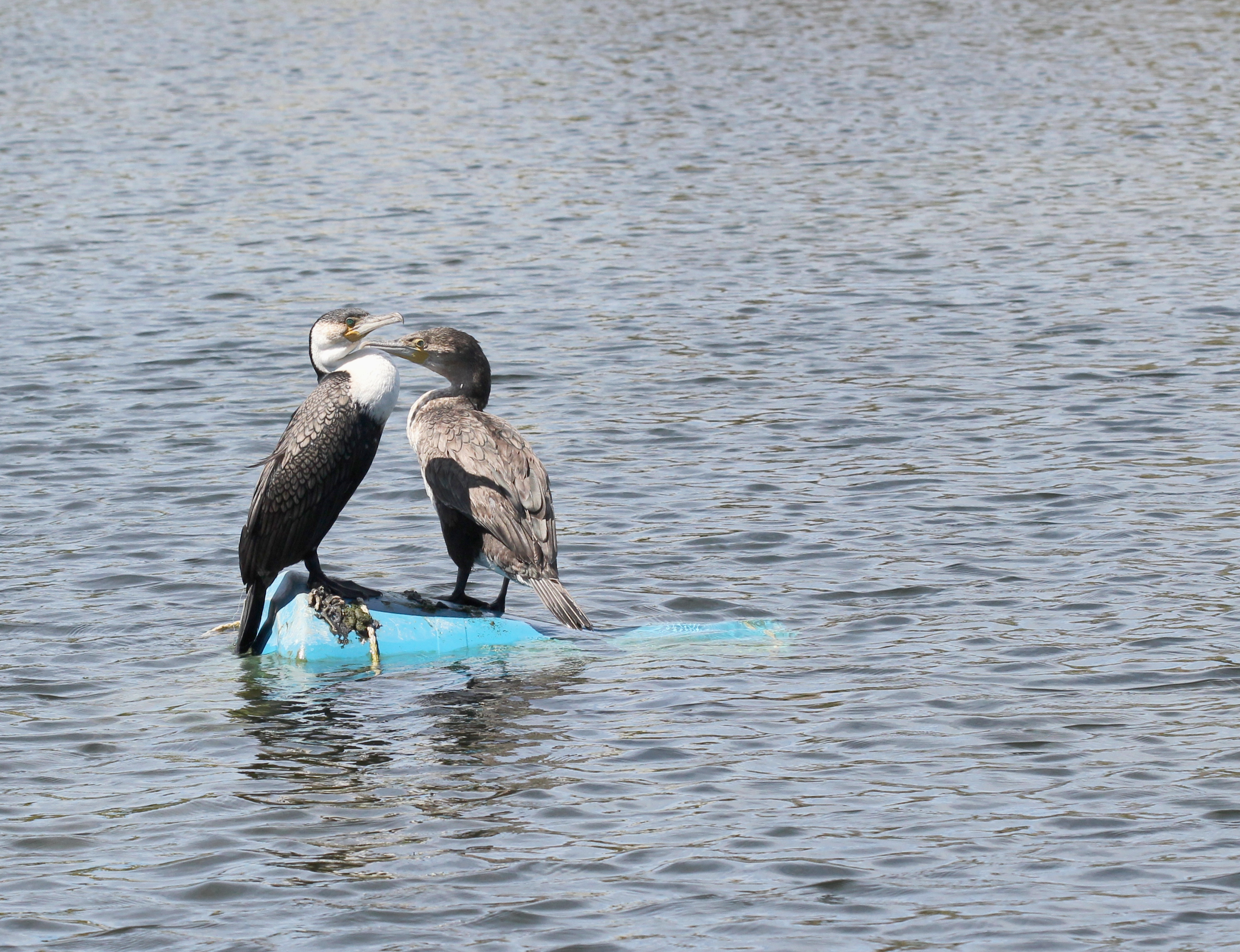
Padres en una presa en el sur de la Provincia Occidental del Cabo (Sudáfrica).

El cormorán cuelliblanco es la única forma de cormorán encontrada en el África subsahariana, la única variedad que tiene poblaciones estrictamente de agua dulce y la única con el pecho y la garganta blancos; sin embargo se cruza libremente con otras variedades de pecho oscuro en el centro de África. Cuenta con una amplia distribución; desde la costa oeste de las islas de Cabo Verde hasta Guinea-Bissau y desde Angola hasta el cabo de Buena Esperanza y hacia el norte en la costa este de Mozambique. Aparece alrededor de toda la costa del África meridional, pero no está claro si las poblaciones costeras están separadas de las poblaciones del interior. En el continente africano aparece con mayor frecuencia en las partes orientales y meridionales, más que en las regiones occidentales más áridas, en las que por lo general solo se encuentra en los ríos perennes y presas. En las aguas continentales, comúnmente aparece junto con el cormorán africano (Microcarbo africanus) y pato aguja africano (Anhinga rufa), pero está separado ecológicamente de estas especies por sus hábitos de pesca y el tamaño y la naturaleza de su presa. También hay poblaciones del interior de Nigeria y alrededor del lago Chad, y en África oriental y meridional hasta Sudán hacia el sur. Se puede encontrar en todo el mar Rojo, donde es referido como el cormorán pechiblanco del mar Rojo.